# Nguyễn Phương Lan
Nguyễn Phương Lan là một nữ võ sĩ Wushu của Việt Nam. Hiện chị là huấn luyện viên đội tuyển quốc gia môn Wushu Taolu, chủ nhiệm bộ môn Wushu của Sở Thể dục Thể thao Hà Nội. Khi còn là vận động viên, chị từng nhiều lần đoạt huy chương vàng.
Nguyễn Phương Lan sinh năm 1971 tại Hà Nội. Trước khi đến với Wushu, chị từng là vận động viên bơi lội đạt thành tích cấp 1, và cũng từng có thời gian 1 năm luyện tập Thiếu Lâm Hồng gia quyền. Năm 1992, Sở Thể dục Thể thao Hà Nội tuyển vận động viên Wushu, Nguyễn Phương Lan lúc đó 21 tuổi, làm công nhân nhà máy bánh kẹo Hải Châu, đã kết hôn và có một con gái, vẫn dự tuyển và được nhận.
Các thành tích và giải thưởng:
- 1993: Huy chương đồng môn Đao thuật nữ tại SEA Games 17 tổ chức tại Singapore.
- 1997: Huy chương vàng môn Nam quyền nữ và huy chương bạc môn Thương thuật nữ tại SEA Games 19 tổ chức tại Jakarta, Indonesia.
- 1999: Huy chương vàng môn Nam đao nữ tại Giải vô địch wushu thế giới tổ chức tại Hong Kong. Cây đao cùng Nguyễn Phương Lan giành vị trí vô địch thế giới sau đó đã được chị tặng cho một cuộc bán đấu giá gây quỹ từ thiện.[2]
- 2000: 3 huy chương vàng tại Giải vô địch wushu châu Á lần thứ 5.
- 2001: 2 huy chương vàng môn Nam đao nữ và Nam côn nữ, 1 huy chương đồng môn Nam quyền nữ tại SEA Games 21 (SEA Games 20 không tổ chức thi đấu wushu). Được Nhà nước Việt Nam tặng Huân chương Lao động hạng nhì.

Sự nghiệp huấn luyện viên:
- 2003: Bắt đầu tham gia công tác huấn luyện môn Taolu tại đội Wushu trẻ quốc gia.
- 2006: Bắt đầu tham gia công tác trọng tài Wushu quốc tế.
- 2007: Trở thành huấn luyện viên trưởng đội tuyển quốc gia Việt Nam môn Taolu.

Nguyễn Phương Lan là mẹ của nữ vận động viên Wushu trẻ nổi tiếng Vũ Thùy Linh. Chị cũng từng đoạt giải trong một cuộc thi hoa khôi thể thao. Năm 2003, Nguyễn Phương Lan trở thành đảng viên Đảng Cộng sản Việt Nam. Lễ kết nạp Đảng cho chị được tổ chức tại Philippines trong thời gian diễn ra SEA Games 23.